# Synagogue libyenne de Jaffa

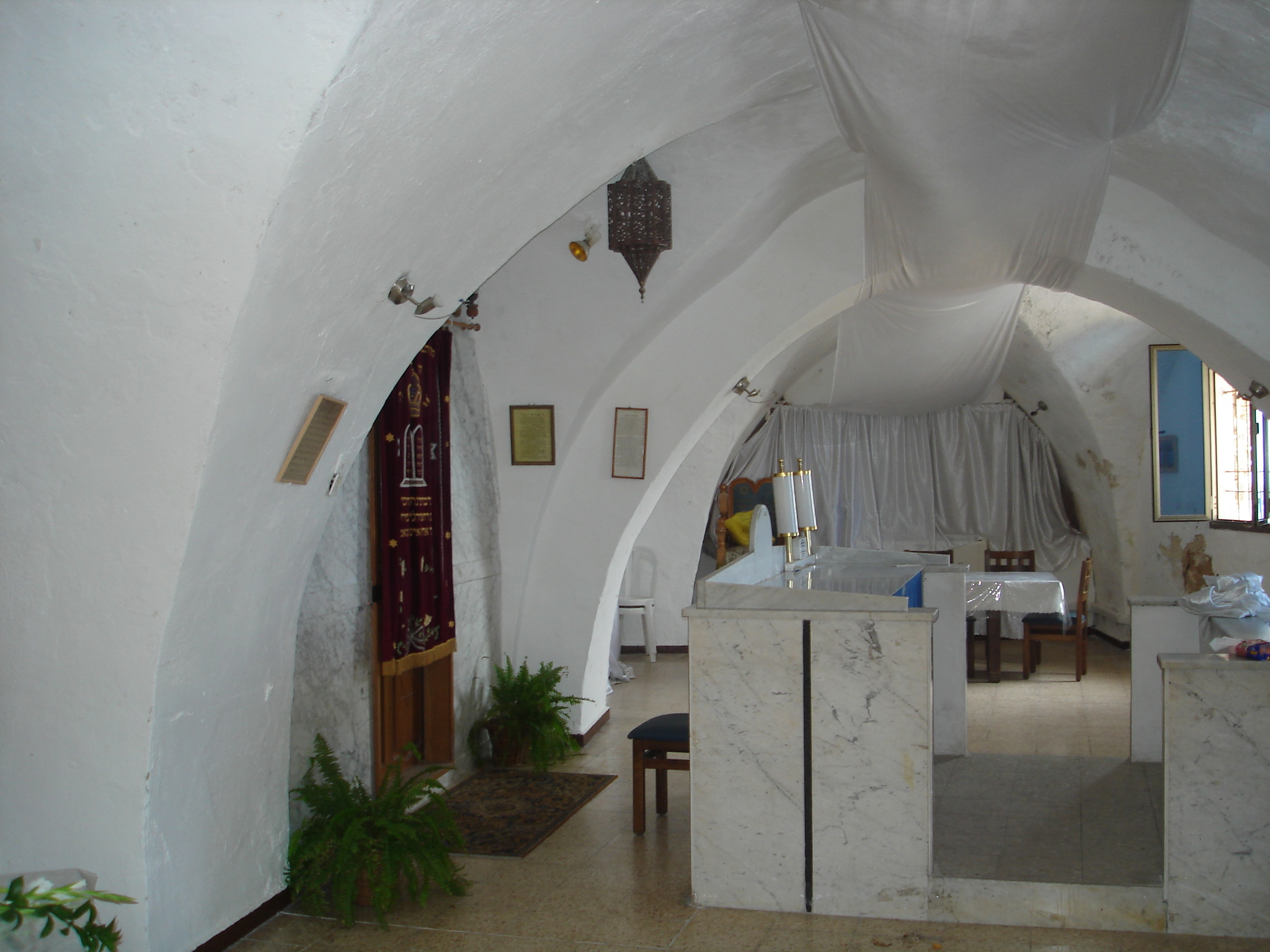
Intérieur de la synagogue.

La synagogue libyenne de Jaffa (hébreu : בית הכנסת לעולי לוב Beit haknesset lè'olei Loub) est une synagogue construite dans un ancien hôtel, acquis en 1948 par des immigrants juifs de Libye. Située dans la rue Mazal Daggim (Signe des Poissons), c’est la synagogue la plus ancienne de Tel Aviv-Jaffa.

## Historique

### Le khan historique
Le bâtiment faisait à l'origine partie d'un khan (hôtellerie) édifié en 1740 près du port de Jaffa par l'administration ottomane de Constantinople. C'était le seul khan juif de la ville, destiné aux pèlerins juifs se rendant à Jérusalem et dans les autres villes saintes. En plus des salles pour la réception des pèlerins, il possédait une synagogue et un mikvé (bain rituel) de purification. Le bâtiment était aussi connu sous le nom de Maison Zonana du nom du rabbin Yaakov ben David Zonana, qui l'avait acquis.
Le rabbin Haïm Joseph David Azoulay (Hid"a ) y séjourne quelques jours en 1757 et le décrit dans ses mémoires comme un endroit de silence et de tranquillité. Cette tranquillité est toute relative, car sept ans plus tard un autre pèlerin, le rabbin Simha Mazalevitz, relate que les Arabes ont confisqué le bâtiment et que dans un premier temps ils n'ont autorisé les Juifs à y venir prier que trois jours par an, puis ultérieurement, le bâtiment fut totalement interdit aux Juifs.
Durant des années le bâtiment est utilisé pour différentes fonctions puis est transformé en usine de savon, bien que la population arabe continue à le dénommer la Maison des Juifs.

### La renaissance de la synagogue

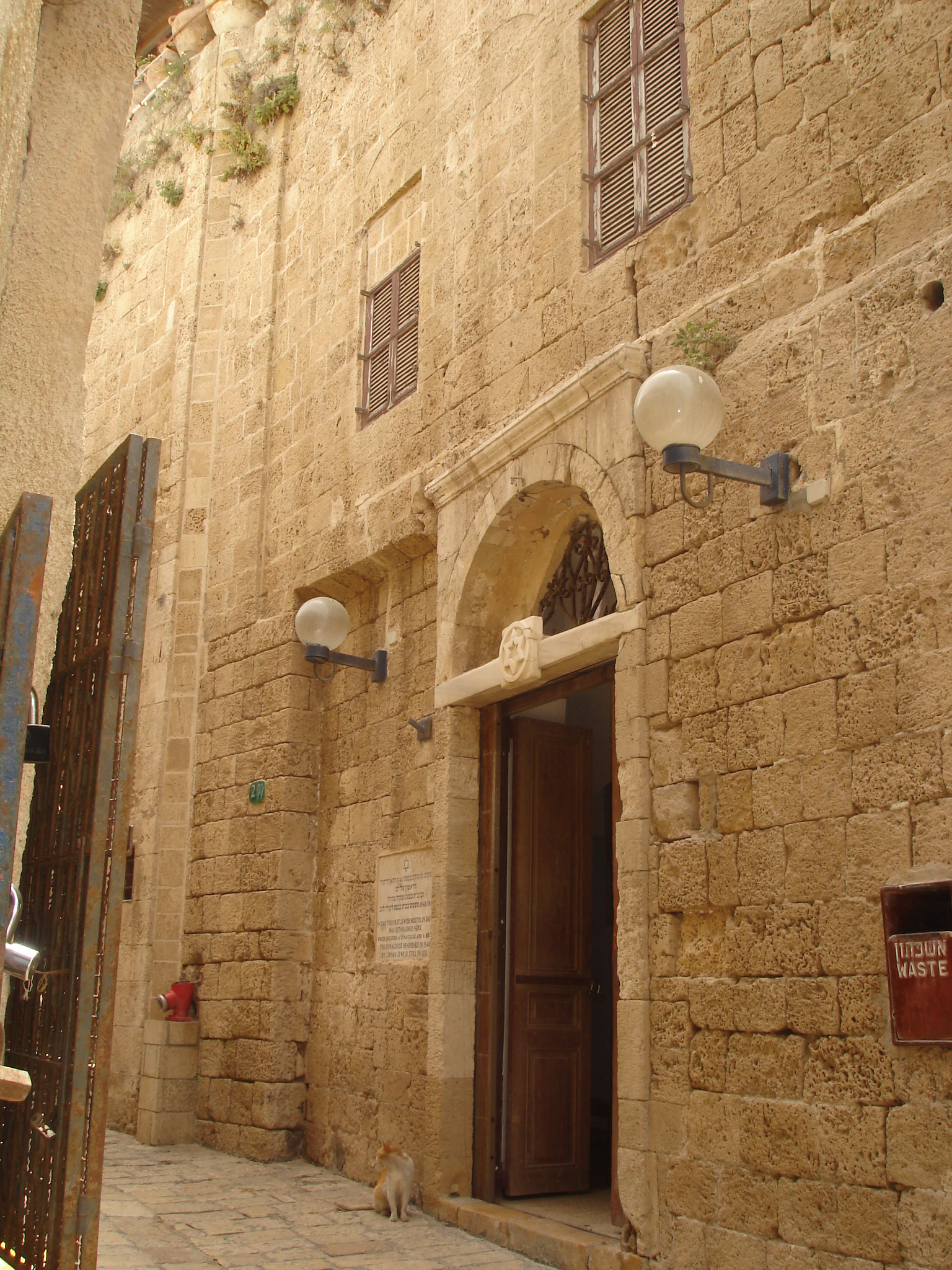
L'entrée de la synagogue Rehov Mazal Dagim.

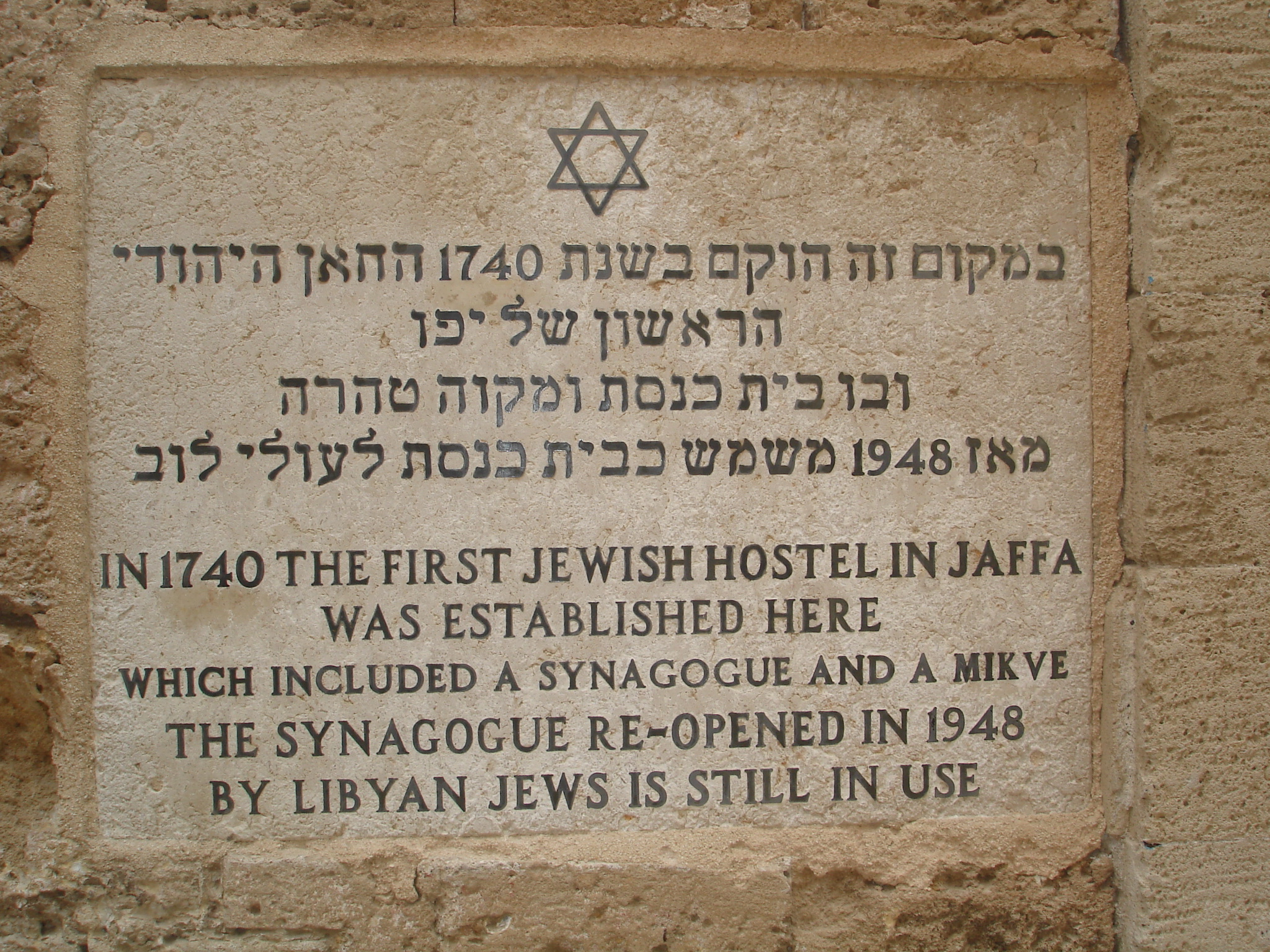
Plaque à l'entrée de la synagogue.

Le lieu redevient propriété des Juifs après la guerre d'indépendance d'Israël. À partir de 1948, la synagogue devient le centre cultuel pour les immigrants juifs en provenance de Libye, dont beaucoup se sont installés dans les environs. Selon la tradition, les immigrants de Libye recherchaient un édifice pouvant leur servir de synagogue, quand ils rencontrèrent de façon fortuite, un prêtre franciscain de l'église Saint-Pierre, qui leur donna les clefs du bâtiment en leur disant que le lieu avait été autrefois une synagogue.
Ce n'est que beaucoup plus tard, dans les années 1980, que les historiens identifièrent la synagogue comme faisant partie du khan historique, mais il n'existe pas de preuve directe historique. Les chercheurs avaient jusqu'alors toujours supposé que le khan avait été détruit complètement à la fin du XVIIIe siècle et au début du XIXe siècle lors des révoltes arabes.
Les Juifs libyens ont commencé à quitter la vieille ville de Jaffa pour s'installer dans des quartiers plus modernes. Puis la vieille ville s'est vidée en partie de ses habitants d'origine pour devenir un lieu touristique et artistique. Malgré cette évolution de la population locale, la synagogue continue de célébrer les offices du chabbat et des fêtes, mais a des difficultés à atteindre le miniane (quorum de 10 personnes), et les fidèles, souvent des personnes âgées, doivent parfois faire appel aux touristes pour atteindre ce quorum. Toutefois, de nombreux descendants d'immigrants de Libye, même habitant en dehors de la ville, par tradition familiale ou par retour au source, viennent célébrer leur Bar Mitzvah ou leur mariage dans cette synagogue.
En 1995, l'aile est du bâtiment est transformée en musée Ilana Gour.

## Description

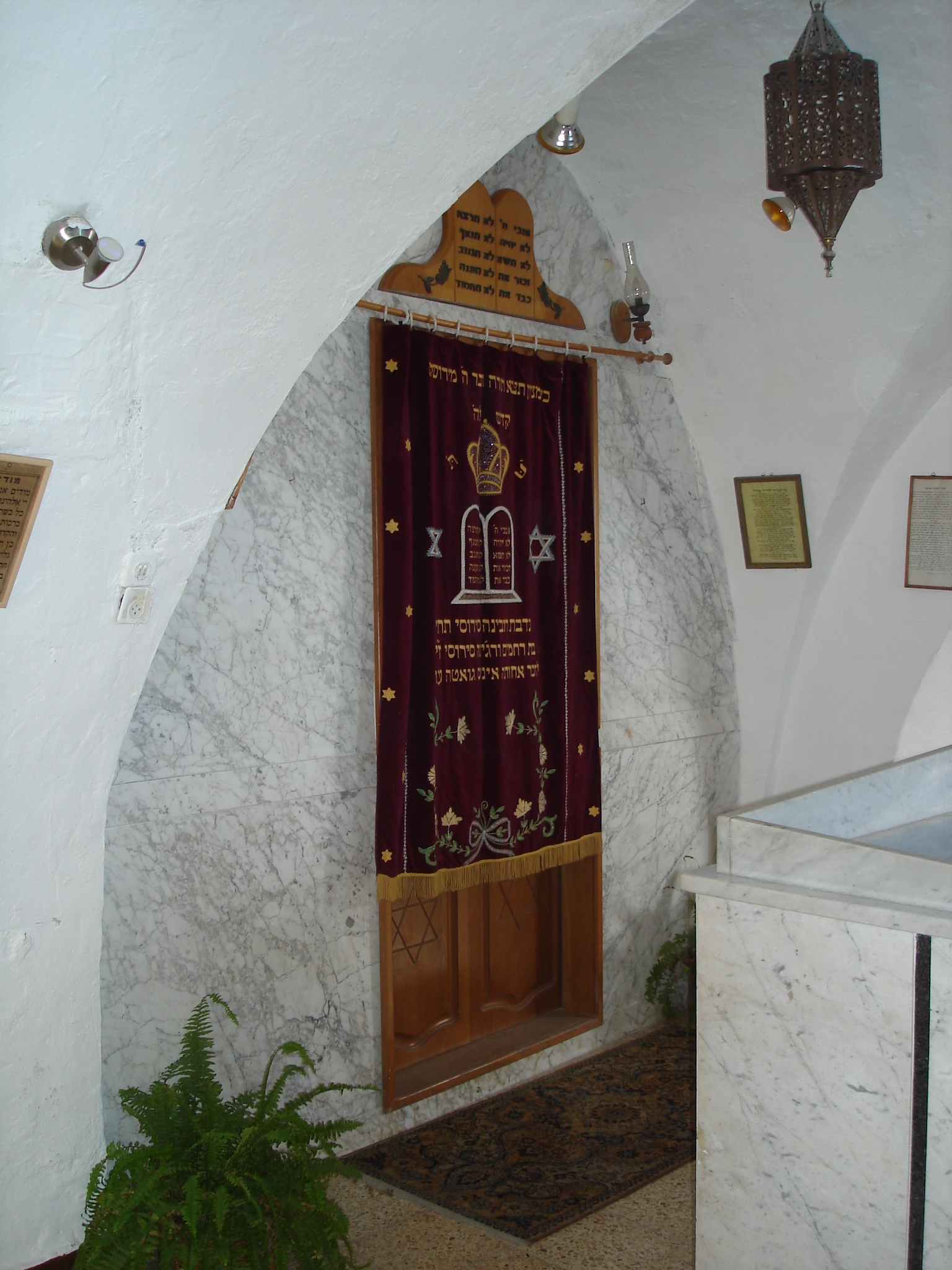
L'Arche Sainte.

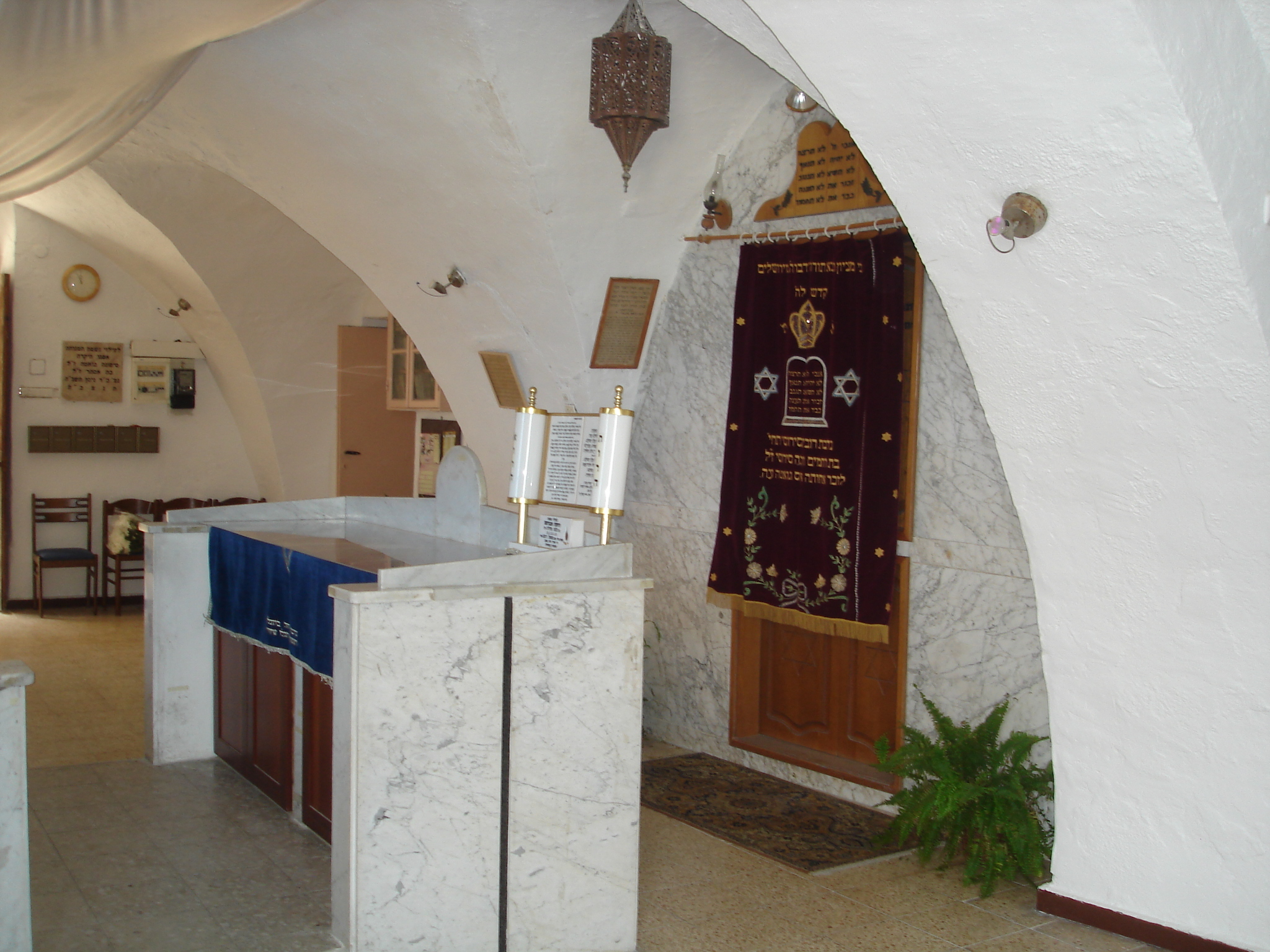
La Tebah.

La synagogue se trouve dans une des rues les plus touristiques de la vieille ville de Jaffa, pavée à l'ancienne, et rien ne la distingue extérieurement des autres bâtiments avoisinants si ce n'est une étoile de David sur le linteau de la porte, surmontée d'une imposte à arc plein cintre, et une pierre gravée, insérée dans le mur, à gauche de la porte, et indiquant en hébreu et en anglais l'origine du bâtiment: « En 1740, la première hostellerie juive de Jaffa a été installée ici et comprenait une synagogue et un mikvé. La synagogue rouverte en 1948 par des Juifs libyens est toujours en service ».
On pénètre dans la synagogue par une porte en bois à un seul battant. Les murs sont massifs selon l'architecture de l'époque. La salle de prière est petite, basse de plafond et voutée. Elle est divisée en trois parties avec l'Arche Sainte creusée dans le mur de la partie centrale. La Tebah (chaire) est située perpendiculairement à l'Arche et occupe une grande partie de la partie centrale. Dans la partie du fond qui est la seule à posséder une fenêtre, une table et des chaises permettent aux fidèles d'étudier les livres sacrés. Les murs sont peints en blanc, ce qui éclaire la salle.

## Source
- (he) Cet article est partiellement ou en totalité issu de l’article de Wikipédia en hébreu intitulé « בית הכנסת לעולי לוב » (voir la liste des auteurs).